# Polsko-bolszewicka umowa o preliminariach pokojowych
Umowa o preliminariach pokojowych – umowa podpisana 12 października 1920 w Rydze między Polską a Rosją i Ukraińską SRR.
Umowa ustalała przebieg wschodniej granicy Rzeczypospolitej. Zobowiązywała też strony do zamieszczenia w traktacie pokojowym przepisów o swobodnym wyborze obywatelstwa, poszanowaniu praw mniejszości narodowych, wymianie jeńców i amnestii. Na czele polskiej delegacji, która negocjowała preliminaria, stał Jan Dąbski, natomiast delegacją bolszewicką kierował Adolf Joffe.

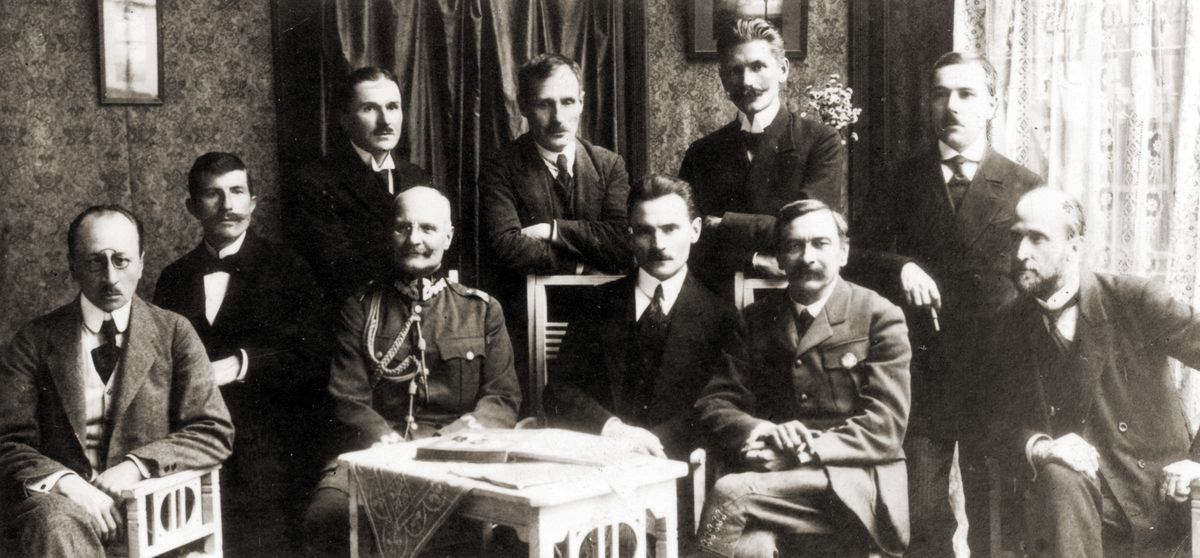
Delegacja polska na rozmowy o zawieszeniu broni i zawarciu pokoju z Rosją Sowiecką 1920

Preliminaria pokojowe składały się z siedemnastu artykułów. Najważniejszy, pierwszy artykuł opisywał granicę. Biegła ona w przybliżeniu wzdłuż linii frontu w momencie zawarcia umowy. Na północy od Dźwiny do Wilii, po czym kierowała się dalej na południe. W ten sposób Polska uzyskała wspólną granicę z Łotwą, Rosja zaś została oddzielona od Litwy. Linia rokadowa Lida - Baranowicze - Łuniniec oraz dobra Radziwiłłów w Nieświeżu pozostały po stronie polskiej, natomiast Mińsk znalazł się po stronie rosyjskiej. W centrum granica przecinała Polesie na pół, dalej na południu zaginała się nieco na zachód i docierała do dawnej granicy galicyjskiej na Zbruczu. 
Częścią składową umowy o preliminariach pokojowych była też umowa o rozejmie. Ta część umowy określała, że przerwanie działań wojennych nastąpi o godz. 24.00 18 października 1920. Ustalała strefę neutralną między walczącymi wojskami o szerokości piętnastu kilometrów i porządek wycofywania oddziałów ze strefy przyznanej stronie przeciwnej. Rozejm zawarto na 21 dni. Każda ze stron miała prawo wypowiedzieć go na 48 godzin naprzód. Jeśliby przed upływem terminu rozejmu żadna ze stron go nie wypowiedziała, rozejm ulegał automatycznie przedłużeniu aż do ratyfikacji traktatu pokojowego.
Część granicy zatwierdzonej w preliminariach pokojowych przebiegała na zachód od linii frontu, co powodowało, że wojska polskie musiały cofnąć się z już zajętych terenów. Było to spowodowane przekonaniem większości polskich polityków, że w niedawno utworzonej Polsce powinna dominować liczebnie ludność etnicznie polska, a zajęcie zbyt dużych obszarów na wschodzie zaburzyłoby proporcje narodowościowe w kraju. Zdanie to z różnych przyczyn podzielały większość prawicy i centrum, a także socjaliści. Prezentujący odmienny pogląd piłsudczycy mieli wówczas słabą pozycję polityczną w kraju, a ich wpływ na delegację w Rydze był niewielki - Dąbski był ludowcem, a jednym z kluczowych negocjatorów był narodowy demokrata Stanisław Grabski. Grabski przyznał później, że możliwe było uzyskanie granicy przesuniętej bardziej na wschód.